# Oorlogsmonument Van Houten
Het Oorlogsmonument Van Houten is een uiting van kunst in de openbare ruimte in de Nederlandse stad Weesp.

## Geschiedenis
Het monument staat op de plantsoentje op het Stationsplein in Weesp. Op 30 januari 2024 werd het door de gemeente Amsterdam (waar Weesp dan onderdeel van uitmaakt) aangewezen tot gemeentelijk monument (nummer 450200986).  
Het monument is ontworpen door André Schaller en Jan Dirk van Arkel, die het op kosten van het personeel van de Chocoladefabriek Van Houten mocht maken. Het personeel dankt de (directie van de) fabriek voor ondersteuning tijdens de Tweede Wereldoorlog. Van Houten bleef zo lang mogelijk chocolade fabriceren, maar toen de grondstof bijzonder schaars werd, werd overgeschakeld naar poeder voor pudding en jus. Dat hield niet alleen de werknemers bezig en beloond, ook voorkwam de fabriek dat werknemers verplicht werden om aan de Arbeidseinsatz deel te nemen. Tijdens de winter 1944/1945 (hongerwinter) keerde de fabriek niet alleen loon uit, maar voorzag het het personeel ook van voedsel, dat toch in de fabriek aanwezig was. Toen het naziregime eenmaal vertrokken was, werd een comité uit het personeel samengesteld ten bate van plaatsing van een gedenkteken.
Het monument werd op 16 juli 1947 op het bedrijfsterrein onthuld waarbij directie en personeel aanwezig waren. Van Houten verdween na diverse fusies uit Weesp en het schonk dit monument aan Gemeente Weesp. Die plaatste het na 1971 op het Stationsplein. 

## Monument
Het beeld bestaat uit een zeshoekige sokkel op getrokken uit (handvorm) baksteen, waaraan zes reliëfs zijn opgehangen; ze bevinden zich om en om boven en beneden aan de sokkel. Die drie beneden geven de vrijheidsboom weer. De drie die bovenaan zijn geplaatst verwijzen naar Kaïn en Abel (eeuwige broedermoord), Sint-Joris die de draak verslaat (goed heerst uiteindelijk over kwaad) en Vrouwe Justitia (rechtvaardigheid). Dat laatste reliëf is aangevuld met de Mercuriusstaf (een teken van voorspoedige handel en industrie) en een bos bloemen (via knop en bloei naar leven). In de sokkel bevindt zich een loden koker met een oorkonde die verwijst naar het ontstaan van het beeld.

De sokkel draagt het zandstenen voetstuk van het beeld. Ook dat voetstuk is uitgevoerd met reliëfs waarop de tekst:
Van het personeel, aan de onderneming, 1940-1945
Op dat voetstuk staat dan weer een metalen zonnewijzer (symbool van tijd).

## Anders
Weesp heeft nog een ouder gedenkteken aan Van Houten, namelijk het uit 1928 stammende Gedenkteken Van Houten & Zn. Dit staat aan de Hugo de Grootlaan. Ook dat beeld is een gemeentelijk monument. André Schaller was bekend bij de fabriek Van Houten; hij had daarvoor ook al een fontein ontworpen. 